# Paolo Ceccaroli
Paolo Ceccaroli (Rimini, 21 maggio 1962) è un ex giocatore di baseball e allenatore di baseball italiano.
È soprannominato "Ciga". A partire dal 2011 fa parte della Hall of Fame del baseball italiano.

## Carriera

### Giocatore

#### Club
Ceccaroli è cresciuto nel vivaio del Rimini Baseball e ha debuttato in prima squadra nel 1977. Nel 1979 e nel 1980 ha vinto i suoi primi due scudetti, i primi di una lunga serie. Nel 1985 ha iniziato definitivamente ad essere schierato come partente fisso, raccogliendo l'eredità di Lou Colabello che l'anno prima aveva disputato la sua ultima stagione con i Pirati. Nei 15 anni trascorsi con la formazione riminese, Ceccaroli ha vinto complessivamente cinque scudetti e due Coppe dei Campioni.
Dopo un anno di stop, dal 1992 al 2002 ha vestito i colori del Parma Baseball. Nelle 11 stagioni emiliane ha conquistato tre scudetti e quattro Coppe dei Campioni, risultando il miglior giocatore della manifestazione continentale in due di queste occasioni.
Nel 2003 è tornato a Rimini per giocare un ultimo campionato con la squadra della sua città, poi è sceso in Serie A2 per una parentesi a Reggio Emilia e una, più lunga, a Collecchio, dove ha continuato a lanciare all'occorrenza fino all'età di 49 anni.

#### Nazionale
Nel 1981, all'età di 19 anni, ha preso parte al suo primo campionato europeo con la Nazionale azzurra. Le presenze con l'Italia saranno in totale 119, frutto di 5 Coppe Intercontinentali, 6 Mondiali e 7 Europei, oltre che alle Olimpiadi di Los Angeles 1984, Barcellona 1992 e Atlanta 1996.

### Allenatore
A partire dalla stagione 2009, oltre a ricoprire il ruolo di giocatore del Collecchio, Ceccaroli ha assunto anche quello di manager della squadra sempre in Serie A2, che nel frattempo era stata ribattezzata IBL2. È rimasto alla guida della società emiliana per otto anni, fino al 2016.
Per la stagione sportiva 2017 è stato nominato nuovo manager del Rimini Baseball, potendo così tornare a far parte del club romagnolo dopo la lunga parentesi già avuta da giocatore. Dopo una regular season incerta conclusa al quarto posto, la squadra ha eliminato in semifinale i campioni in carica della Fortitudo Bologna, per poi vincere le finali con un 3-0 nella serie contro San Marino. È stato il suo primo scudetto vinto da manager, ed il tredicesimo nella storia del club. Nel 2018 invece la formazione romagnola è arrivata in finale di European Champions Cup, mentre in campionato è stata eliminata in semifinale da Parma.
Nel maggio 2019 è diventato il manager della cosiddetta Nazionale italiana Probabili Olimpici.
Nel 2020 ha iniziato a lavorare come pitching coach della T&A San Marino.Con il San Marino conquista due scudetti consecutivi nella stagione 2021 e 2022.

## Palmarès

### Giocatore

#### Club
- Campionati italiani: 8

Rimini: 1979, 1980, 1983, 1987, 1988
Parma: 1994, 1995, 1997
- Coppe Italia: 4

Parma: 1993, 1994, 1996, 2000
- Coppe dei Campioni: 6

Rimini: 1979, 1989
Parma: 1992, 1995, 1998, 1999
- Coppa delle Coppe: 1

Parma: 1997
- Supercoppa CEB: 1

Parma: 1993

### Nazionale
- Campionati europei: 2

Italia: 1989, 1991

### Allenatore
- Campionati italiani: 3

Rimini: 2017
San Marino (Pitching Coach): 2021, 2022